# هارالد گریکلواک
هارالد گریکلواک (انگلیسی: Harald Greycloak؛ – ۹۷۰) یک پادشاه نروژ اهل نروژ بود.